# Calvià
Calvià je město a obec na ostrově Mallorca ve Středozemním moři v autonomním společenství Baleáry ve Španělsku. Nachází se na poloostrově na jihozápadě ostrova.

## Obyvatelstvo
V roce 2014 měla obec 52 272 obyvatel.

## Turistika
V obci se nachází 24 pláží. Každý rok ji navštíví 1,6 milionu turistů.